# 1976 Голяма награда на САЩ-запад
1976 Голяма награда на САЩ-запад е 1-вото за Голямата награда на САЩ-запад и трети кръг от сезон 1976 във Формула 1, провежда се на 3 април 1976 година на пистата Лонг Бийч в Калифорния, САЩ.

## Репортаж
За първи път колоната на Формула 1 посещава Лонг Бийч. Това стана благодарение на Кристофър Туки и колегите му, които заедно с ФИА се съгласиха да се проведе състезание по улиците на калифорнийския курорт, като то ще носи името Голямата награда на САЩ-запад. Между ГП на ЮАР и ГП на САЩ-запад настъпиха няколко промени. Първо отборът на Съртис пуснаха в употреба и втория TS19, предназначен за австралиеца Алън Джоунс, след добър дебют в Състезанието на шампионите в Брандс Хетч преди две седмици, редом до американеца Брет Лънгър, докато Фитипалди Аутомотив повикаха Инго Хофман да изпробва новия FD04, редом до Емерсон Фитипалди. Марч са с четири болида като четвъртия е в ръцете на италианеца Артуро Мерцарио, който носи със себе си подкрепата си от спонсора Оворо, а болида на Рони Петерсон е оцветен изцяло в бяло, заради подкрепата от Теодор Рейсинг. БРМ отново отсъстват, без планове за сезона, докато аржентинската диктатура, за малко не остави Карлос Ройтеман в родината си, но накрая аржентинецът се появи в Лонг Бийч за отбора на Брабам.

### Квалификация
Заради характеристиката си, която е близка до тази в Монако, трасето помогна много на Клей Регацони, който постигна пол-позиция. До него се нареди Патрик Депайе, който не остана доволен от трасето, пред Джеймс Хънт и Ники Лауда (който описа трасето като трудно за болида, но лесен за пилота отколкото в Монако). Том Прайс и Петерсон са след тях на трета редица, следвани от техните съотборници, Жан-Пиер Жарие и Виторио Брамбила. Джон Уотсън класира Пенске-то си на девето място пред Ройтеман, чийто труден сезон за Брабам продължава. Заради тясната характеристика на трасето в Лонг Бийч само 20 пилота имат право да участват за състезанието, като от тези които останаха под 20-а позиция са Мишел Леклер, Хофман, Мерцарио, Боб Еванс (след като загуби време, заради повреда в двигателя), Джаки Икс (който имаше проблеми по скоростната кутия и с трансмисията), Харалд Ертъл и Лънгър.

### Състезание
Времето в неделя е изцяло отлично за провеждане на състезание, докато Регацони има нещо с което да докаже пред останалите, повеждайки колоната към първия
завой. Ройтеман е атакуван от Брамбила, от което двамата се удариха и бяха първите отпаднали, а половин обиколка по-късно е ред и на Гунар Нилсон с повреда в окачването, докато Депайе си върна позицията си от Хънт, който го изпревари още на старта.
Две обиколки по-късно Ханс-Йоахим Щук също напусна надпреварата, след удар с Фитипалди. Докато Регацони се откъсваше от преследвачите си, Хънт се опитваше всячески да изпревари Депайе, а Джоди Шектър се движеше четвърти преди теч в горивото да достигне кокпита му и това го забави. В четвъртата обиколка Хънт се опита да изпревари Депайе във вътрешната линия на виража Куйн, но французина блокира атаката и Хънт премина във външната страна, преди да бъде ударен от Тирел-а и към мантинелите. Англичанинът си изпусна нервите, като дори му показа жест към Патрик в следващата обиколка (като Джеймс направи същото нещо срещу Депайе в Монако преди година, когато и двамата също се удариха).
Скоро след това Уотсън удари задницата на Лижие-то управляван от Жак Лафит и загуби време в бокса, докато механиците работиха по поправянето на болида. Лауда вече се намираше на втора позиция, но твърде назад за да притесни съотборника си, чиято преднина вече е седем секунди. Шадоу-ите на Прайс и Жарие се движат след Ферари-то на Ники, докато Шектър усещайки болката, заради теча даде петата си позиция на Депайе, който изпревари Петерсон след като шведа спря в бокса за поправка в спирачния диск. Парнели също изчезнаха от картината след разочароващ уикенд, докато един от приятелите на Марио Андрети му каза, че отборът ще напуска Формула 1, след края на това състезание.
Следващата жертва е Прайс в 32-рата обиколка, който получи повреда в полуоската. Това за кратко прати Жарие на трета позиция, преди да получи проблем в скоростната кутия, която го остави без всички предавки без първата и петата, които обаче му бяха нужни заради характеристиката на трасето. Моменти по-късно Шектър отпадна с повреда в окачването на своя Тирел, макар че южно-африканеца планираше да се оттегли, заради раздразнението с горивото което обгори кожата му.
Това остави Ферари-тата сами, но не в познатата картина с Регацони на първа позиция. Лауда се опита да контраатакува швейцареца, но скоро разбра че му е трудно да превключи предавките и реши да остане на второ място. Депайе е на самотната трета позиция, докато Жарие е прихванат от Йохен Мас и Лафит, които ги изпревариха, преди Лижие-то да се справи и с Макларън-а на германеца. Джоунс направи дълъг стоп, за да бъде поправен двигателя му, който засичаше, докато Карлос Паче все още се движеше, въпреки проблемите в спирачния баланс.
Регацони замлъкна критиците си окончателно с победа с 42 секунди пред Лауда, който все пак е доволен да добави още точки за шампионата при пилотите. Третото място на Депайе го изкачи втори в шампионата, но с 14 точки зад австриеца. Четвъртото място на Лафит също е отличен резултат, за да донесе първите точки за отбора на Ги Лижие, докато Мас продължи със серията си от завършени състезания в точките с пето място. Жарие е напът да финишира шести, но две обиколки до финала е изместен от тази позиция от Емерсон Фитипалди, докато Крис Еймън завърши осми с болида на Инсайн от 1974. Паче все пак завърши състезанието на девета позиция пред последния финиширал Петерсон. Джоунс и Уотсън все още се движеха, но останаха с повече от седем обиколки изоставане.

## Класиране
| Поз | No | Пилот             | Конструктор       | Обиколки | Време/Отпадане | Място | Точки |
| --- | -- | ----------------- | ----------------- | -------- | -------------- | ----- | ----- |
| 1   | 2  | Клей Регацони     | Ферари            | 80       | 1:53:18.471    | 1     | 9     |
| 2   | 1  | Ники Лауда        | Ферари            | 80       | + 42.414       | 4     | 6     |
| 3   | 4  | Патрик Депайе     | Тирел-Форд        | 80       | + 49.972       | 2     | 4     |
| 4   | 26 | Жак Лафит         | Лижие-Матра       | 80       | + 1:12.828     | 12    | 3     |
| 5   | 12 | Йохен Мас         | Макларън-Форд     | 80       | + 1:22.292     | 14    | 2     |
| 6   | 30 | Емерсон Фитипалди | Фитипалди-Форд    | 79       | + 1 Об.        | 16    | 1     |
| 7   | 17 | Жан-Пиер Жарие    | Шадоу-Форд        | 79       | + 1 Об.        | 7     |       |
| 8   | 22 | Крис Еймън        | Инсайн-Форд       | 78       | + 2 Об.        | 17    |       |
| 9   | 8  | Карлос Паче       | Брабам-Алфа Ромео | 77       | + 3 Об.        | 13    |       |
| 10  | 10 | Рони Петерсон     | Марч-Форд         | 77       | + 3 Об.        | 6     |       |
| НКл | 19 | Алън Джоунс       | Съртис-Форд       | 70       | + 10 Об.       | 19    |       |
| НКл | 28 | Джон Уотсън       | Пенске-Форд       | 69       | + 11 Об.       | 9     |       |
| Отп | 3  | Джоди Шектър      | Тирел-Форд        | 34       | Окачване       | 11    |       |
| Отп | 16 | Том Прайс         | Шадоу-Форд        | 32       | Полуоска       | 5     |       |
| Отп | 27 | Марио Андрети     | Парнели-Форд      | 15       | Теч-вода       | 15    |       |
| Отп | 11 | Джеймс Хънт       | Макларън-Форд     | 3        | Инцидент       | 3     |       |
| Отп | 34 | Ханс-Йоахим Щук   | Марч-Форд         | 2        | Инцидент       | 18    |       |
| Отп | 9  | Виторио Брамбила  | Марч-Форд         | 0        | Инцидент       | 20    |       |
| Отп | 7  | Карлос Ройтеман   | Брабам-Алфа Ромео | 0        | Инцидент       | 10    |       |
| Отп | 6  | Гунар Нилсон      | Лотус-Форд        | 0        | Окачване       | 8     |       |
| НКв | 21 | Мишел Леклер      | Волф-Уилямс-Форд  |          |                | 0     |       |
| НКв | 31 | Инго Хофман       | Фитипалди-Форд    |          |                | 0     |       |
| НКв | 35 | Артуро Мерцарио   | Марч-Форд         |          |                | 0     |       |
| НКв | 5  | Боб Евънс         | Лотус-Форд        |          |                | 0     |       |
| НКв | 20 | Джеки Икс         | Волф-Уилямс-Форд  |          |                | 0     |       |
| НКв | 24 | Харалд Ертъл      | Хескет-Форд       |          |                | 0     |       |
| НКв | 18 | Брет Лънгър       | Съртис-Форд       |          |                | 0     |       |

## Класирането след състезанието
| Поз | Пилот           | Точки |
| --- | --------------- | ----- |
| 1   | Ники Лауда      | 24    |
| 2   | Патрик Депайе   | 10    |
| 3   | Клей Регацони   | 9     |
| 4   | Йохен Мас       | 7     |
| 5   | Джеймс Хънт     | 6     |
| 6   | Джоди Шектър    | 5     |
| 7   | Том Прайс       | 4     |
| 8   | Ханс-Йоахим Щук | 3     |

| Поз | Конструктор   | Точки |
| --- | ------------- | ----- |
| 1   | Ферари        | 27    |
| 2   | Тирел-Форд    | 13    |
| 3   | Макларън-Форд | 9     |
| 4   | Шадоу-Форд    | 4     |
| 5   | Марч-Форд     | 3     |
| 6   | Лижие-Матра   | 3     |
| 7   | Пенске-Форд   | 2     |
| 8   | Парнели-Форд  | 1     |